# محمود حسين (سياسي)
محمود حسين أحمد حسن مهندس مدني، شغل منصب الأمين العام لجماعة الإخوان المسلمين خلفًا لمحمود عزت عام 2010م، حيث انضم لمكتب الإرشاد بعد وفاة الشيخ أبو الحمد ربيع ليمثل الصعيد.
وهو أكاديمي حيث عمل أستاذاً بكلية الهندسة بجامعة أسيوط، سبق اعتقاله عدة مرات منها عام 2009م، وخلال مداهمة منزل رجل الأعمال نبيل مقبل في أغسطس 2007.
تم تكليف محمود حسين وجمعة أمين من قبل المرشد العام محمد بديع بالخروج من مصر في 2013م تحسبًا لأي ظرف طارئ قد تمر به الجماعة.

## سيرته
ولد في 16 يوليو 1947م بمدينة يافا في فلسطين وعاش فترة من حياته في رفح الفلسطينية حتي نهاية تعليمه في المرحلة الثانوية عندما كانت تحت الإدارة المصرية قبل هزيمة 1967م. والده كان من الإخوان ووالدته فلسطينية، له أربعة أبناء: إبنتان وولدان. التحق بجماعة الإخوان عام 1978م، شغل منصب الأمين العام لرابطة الشباب المسلم العربي بأمريكا وكندا التابعة للإخوان عام 1982م، وشغل منصب رئيس رابطة الشباب المسلم العربي بأمريكا وكندا (مايا) عام 1983م، ونائب رئيس مجلس إدارة جمعية الدعوة وتنمية المجتمع بأسيوط من 1986م إلي 1995م. شغل منصب عضو المجلس الأعلى للنقابة العامة للمهندسين المصرية في الفترة من 1987م إلي 1995م، ثم وكيل النقابة العامة للمهندسين 1988م إلي 1991م. وأمين صندوق النقابة العامة للمهندسين 1993م حتى فرض الحراسة على النقابة. ورئيس اتحاد المهندسين العرب 1993م إلي 1994م. وخبير بمركز القاهرة الإقليمي للتحكيم التجاري الدولي وعضو بغرفة التحكيم العربية، ومُحَكِّم مُعتمد لدى اتحاد المنظمات الهندسية للدول الإسلامية. انتخب عضوًا بمجلس الشورى العام ورئيسًا للمكتب الإداري للإخوان المسلمين بأسيوط من عام 1990م وحتى 2004م، وأصبح عضواً في مكتب الإرشاد منذ 2004م بعد وفاة الشيخ أبو الحمد ربيع. تم تكليف محمود حسين أميناً عاماً للجماعة من قبل المرشد العام محمد بديع في 20 يناير 2010.

## تعليمه
- تعلَّم في مدرسة بئر سبع الثانوية برفح الفلسطينية.
- حصل على بكالوريوس الهندسة المدنية وكان أول دفعته عام 1971م، ثم عُين بعد تخرجه معيدًا بكلية الهندسة، جامعة أسيوط.
- حصل على درجة الماجستير في الهندسة المدنية عام 1974م، ثم عُين مدرسًا مساعدًا بنفس الكلية.
- سافر إلى أمريكا في منحة دراسية بداية عام 1978م.
- حصل على الدكتوراه في الهندسة الإنشائية عام 1983م، من قسم الهندسة الإنشائية بجامعة ولاية أيوا بأمريكا.
- عُين مدرسًا في كلية الهندسة جامعة أسيوط عام 1984م، ثم أستاذًا مساعدًا ثم أستاذًا بها.
- أشرف على العديد من رسائل الماجستير والدكتوراه.
- له العديد من الأبحاث المنشورة في الدوريات العلمية.

## سجنه
- حُكم عليه في عهد الرئيس الأسبق محمد حسني مبارك بالسجن ثلاث سنوات عام 1995م بتهمة إحياء جماعة محظورة في القضية رقم 8 لعام 1995م جنايات عسكرية، حيث تم القبض على 49 من قيادات الجماعة في 2 يناير عام 1995 وذلك عقب اجتماع لمجلس شوري الجماعة بمركزها العام بالتوفيقية، وبعد عدة أشهر تم تحويل المجموعة إلى القضاء العسكري المصري وهو الأمر الذي لم يكن معروفاً ولا مألوفاً في تلك الفترة، كما تم اعتقاله عدة مرات.[10]
- اُعتُقلَ ثم أُفرج عنه صحيًّا لإجراء عملية قلب مفتوح عام 2007م.
- اُعتُقلَ لمدة 4 أشهر عام 2009م.[11]

## عضويته في مكتب الإرشاد
- أصبح عضواً في مكتب الإرشاد منذ عام 2004م بعد وفاة الشيخ أبو الحمد ربيع.
- انتخب عضواً بمكتب الإرشاد سنة 2010 م
- تم تكليفه أميناً عاماً للجماعة من قبل المرشد العام محمد بديع ومكتب الإرشاد في 2010 خلفاً للدكتور محمود عزت.
- تم تكليفه من مكتب الإرشاد المصري عضوا بمكتب الإرشاد العالمي من حصة إخوان مصر في 2010.
- كُلّفَ من قبل المرشد العام للجماعة هو و الأستاذ جمعة أمين نائب المرشد بالسفر للخارج قبيل الانقلاب لإدارة شئون الجماعة بالخارج و تحسباً لأي طاريء.[4]

## ما بعد 3 يوليو 2013
في الفترة التي تلت اعتقال المرشد العام للإخوان المسلمين محمد بديع، ثم اعتقال محمود عزت القائم بأعمال المرشد، تصدر اتخاذ القرارات في الجماعة محمود حسين. ثم ظهرت عدد انتقادات لقراراته داخل جماعة الإخوان بسبب جملة من القرارات التي تم اتخاذها من جانبه، حيال التجمعات والجمعيات التابعة للإخوان في تركيا، وتجميد نشاط بعض الفاعليات. وانتشرت شائعات تداولها معارضوه تفيد بإقالة حسين من منصبه، كما أصدر حسين قرار بإقالة المتحدث الإعلامي للجماعة محمد منتصر، مما زاد الخلافات داخل الجماعة، حيث معارضوه قرار إقالة المتحدث الرسمي؛ فأصبح لها متحدثين رسميين اثنين، وموقعين إلكترونيين اثنين. وانقسمت الجماعة لجبهتين، جبهة القائم الجديد بأعمال المرشد إبراهيم منير وجبهة الأمين العام السابق للجماعة محمود حسين والمعروفة بـ«جبهة إسطنبول». ودخلت الجبهتين في صراع طويل على تولي قيادة الجماعة.
في تلك الفترة، ذكرت بعض المصادر وجود اعتراضات كثيرة داخل الإخوان على أداء مجموعة محمود حسين وتوجهاتها، وسيطرته على مقاليد الأمور المالية والإدارية، وتشكلت جبهة معارضة له داخل الإخوان تشمل عددًا من رموز الجماعة أبرزهم: على بطيخ، عضو مجلس شورى الجماعة، ووزير التعاون الدولي السابق عمرو دراج، ورئيس لجنة الدفاع والأمن القومي بمجلس الشورى السابق رضا فهمي، والقيادى أشرف عبد الغفار، عضو مجلس شورى تركيا، ووزير الاستثمار السابق يحيى حامد. ونشر عصام تليمة مقالًا بعنوان «مغالطات محمود حسين حول خلافات الإخوان» اتهم فيه أمين عام الجماعة بأنه السبب الرئيسي في كل الانشقاقات والخلافات التي تشهدها جماعة الإخوان، كما طالبه هيثم أبو خليل بالاستقالة من منصبه. وقال عضو شورى الجماعة أمير بسام: «الدكتور محمود حسين (الأمين العام السابق للجماعة وعضو مكتب الإرشاد) كان منفرداً ومنغلقاً على نفسه، ويقول إن على الإخوان أن يتصلوا بالقائم بأعمال المرشد العام الدكتور محمود عزت، وكان يدعي أنه يطبق التعليمات التي تأتيه منه، ولكنها في الحقيقة تعليماته وقراراته هو». ثم أردف قائلًا: «حينما اعتقل عزت، وآلت المسؤولية للدكتور إبراهيم منير؛ لم يعد ثمة جهة يدعي محمود حسين أنه يتلقى منها قراراته، فصنع ما أسماه مجلس الشورى في الداخل، زاعماً أن هناك مسؤولي محافظات موجودون في مصر، وأنه يأخذ القرارات منهم، وهو أمر مخالف للحقيقة تماماً، وخصوصا أنه لم يعد هناك تنظيم للإخوان في الداخل».

## الخلاف على منصب القائم بالأعمال
في 10 أكتوبر 2021 أصدر إبراهيم منير، القائم بأعمال المرشد العام، قرارا بإيقاف ستة أعضاء في مجلس الشورى العام، أحيلوا إلى لجنة تحقيق. على رأس الموقوفين الستة عضو مكتب الإرشاد محمود حسين. بينما رفض الشورى وجبهة محمود حسين هذه القرارات، حيث كان قد بدأ مجلس الشورى العام في الداخل جلسات مناقشة عزل إبراهيم منير من مهام القائم بالأعمال بالفعل في جلسته التي انعقدت في الفترة من 4 حتى 8 أكتوبر 2021 ، ورفض إبراهيم منير ومعه عدد من الأعضاء بالخارج حضور الجلسة المكملة بالخارج في الفترة من 8 حتى 10 أكتوبر 2021 م للتصويت على مشروعات قرار عزل إبراهيم منير وقام بإصدار قراره بإيقاف وإحالة ( ستة أعضاء ) من أعضاء الشورى العام الموجودين بالخارج كرد فعل على رفضه لقرارات مجلس الشورى العام الأخير في نفس يوم صدور قرار عزله وقد نشر صورة من قراره على موقع عربي 21, في حين نشر مجلس الشورى العام بيان بنتائج اجتماع المجلس الأخير بعزل إبراهيم في 13 أكتوبر 2021 على لسان المتحدث الإعلامي للجماعة طلعت فهمي.
في ديسمبر 2021 في محاولة لإنهاء الخلافات داخل الجماعة، أصدر مجلس الشورى العام لجماعة الإخوان المسلمون قرارًا بتكليف مصطفى طلبة بإدارة لجنة القائم بعمل مرشد الإخوان، في إشارة واضحة إلى عزل إبراهيم منير.
في البداية اقترح مجلس شورى جماعة الإخوان المسلمين على عضو مكتب الإرشاد الدكتور محمود حسين تولي مهمة القائم بالأعمال، لكن الأخير رفض ذلك وطلب «تشكيل لجنة مؤقتة يختارها مجلس الشورى العام تقوم بعمل المرشد العام في الشأن المصري لمدة ستة أشهر أو اتخاذ المجلس قرارا بتحديد القائم بالعمل»، الاقتراح الذي وافق عليه مجلس شورى الجماعة في 13 نوفمبر 2021. وٱعلن رسميا في 17 ديسمبر 2021، عن تكليف مصطفى طلبة بمهمة الممثل الرسمي لهذه اللجنة، التي تتولي القيام بأعمال المرشد العام للجماعة بشكل مؤقت، وفي بيان من مجلس الشورى العام لجماعة «الإخوان المسلمون» بتاريخ 12يوليو 2022 على موقعها الرسمي إخوان أون لاين أن «المجلس قرر في جلسته التي انعقدت في الفترة بين 8 - 10 يونيو 2022 تمديد فترة تكليف اللجنة القائمة بعمل فضيلة المرشد العام - كما هي - حتى آخر يونيو 2023 أو اتخاذ المجلس قرارا آخر بشأنها أيهما أقرب.».
قدمت العديد من المبادرات لمجلس الشورى العام ولمجموعة إبراهيم منير كان مضمونها الأساسي عودة إبراهيم منير قائما بالأعمال مع التأكيد على أن قرارات مجلس الشورى العام ملزمة وأنه مكون من أعضائه الأصليين الذين شاركوا في جلساته حتى أغسطس 2021 م ، لكن لم يتم الاتفاق عليها حتى وفاة إبراهيم منير وتجددت المحاولات والمبادرات بعد وفاته.
بعد وفاة إبراهيم منير وتعطل جهود المبادرات بين الطرفين تقدمت اللجنة القائمة بعمل المرشد العام وممثلها مصطفى طلبة بمذكرة إلى مجلس الشورى العام في نوفمبر 2022 م بشأن تفعيل العمل بالمادة الخامسة من اللائحة العامة للجماعة، التي تنص على: "في حال حدوث موانع قهرية تحول دون مباشرة المرشد العام لمهامه يحل محله نائبه الأول ثم الأقدم فالأقدم من النواب ، ثم الأكبر فالأكبر من أعضاء مكتب الإرشاد".
وعليه تولى محمود حسين منصب القائم بأعمال المرشد العام باعتباره عضو مكتب الإرشاد الأكبر سناً والوحيد وبقرار مجلس شورى الجماعة بتاريخ 16 نوفمبر 2022 م حسب موقع الجماعة الرسمي إخوان أونلاين. وفي مارس 2023 أعلنت مجموعة إبراهيم منير (أو ما يطلق عليهم جبهة لندن) أنهم انتخبوا صلاح عبد الحق قائما بالأعمال، ذلك على موقع جبهة لندن الرسمي إخوان سايت.